# Gare de Zwingen
La gare de Zwingen (en allemand Bahnhof Zwingen) est une gare ferroviaire située à Zwingen, dans le canton de Bâle-Campagne.

## Situation ferroviaire
La gare est située au point kilométrique (PK) 103,5 de la ligne du Jura.